# Shahrulnizam Mazlan
Shahrulnizam Mazlan (* 5. September 2000 in Singapur), mit vollständigen Namen Muhammad Shahrulnizam bin Mazlan, ist ein singapurischer Fußballspieler.

## Karriere
Shahrulnizam Mazlan erlernte das Fußballspielen in der Singapore Sports School in Singapur. Anschließend spielte er bis 2019 bei Kembangan United. 2020 wechselte er zu den Young Lions. Die Young Lions sind eine U23-Mannschaft, die 2002 gegründet wurde. In der Elf spielen U23-Nationalspieler und auch Perspektivspieler. Ihnen soll die Möglichkeit gegeben werden, Spielpraxis in der ersten Liga, der Singapore Premier League, zu sammeln. Für die Lions absolvierte er zehn Erstligaspiele.
Seit dem 1. Januar 2021 ist Shahrulnizam Mazlan vertrags- und vereinslos.